# Commelina ensifolia
Commelina ensifolia är en himmelsblomsväxtart som beskrevs av Robert Brown. Commelina ensifolia ingår i släktet himmelsblommor, och familjen himmelsblomsväxter. Inga underarter finns listade.